# 小林泉美 (棋士)
小林 泉美（こばやし いづみ、1977年（昭和52年）6月20日 - ）は、日本棋院所属の囲碁の女流棋士。小林光一名誉三冠門下。東京都出身。タイトル10期。
女流棋士初の女流タイトルグランドスラム達成者。
祖父は木谷実九段、父は小林光一名誉三冠、母は小林禮子七段という囲碁一家に生まれる。弟と妹がいる。

## 来歴
2001年、女流棋士初の女流三大タイトル（女流棋聖・女流本因坊・女流名人）の同時二冠（棋聖以外）を成し遂げる。また三大タイトル経験者となる。
2003年に張栩と結婚。当時張栩が本因坊を、泉美が女流本因坊のタイトルを持っていたため「本因坊カップル」と呼ばれた。
2005年に女流最強戦に優勝し、女流棋士初のグランドスラム（女流五タイトル中三冠（女流名人・女流最強・女流早碁）を達成し、史上初の女流五タイトル経験者となる。またタイトル獲得数が10となり、母・禮子と並ぶ。
また、2003年と2004年に2年連続で十段戦の本戦入り、NHK杯で2勝を挙げ3回戦に進出するなど、女流棋戦だけでなく、一般棋戦での実績もある。
2004年の第43期十段戦では父・小林光一九段との公式戦初対戦が実現。
2015年5月15日、夫の張栩が成績不振から日本を離れることとなり、子どもと共に台湾に生活の場を移すため、日本棋院に休場を申し出た。台湾で子育て中心の生活を送る。
2016年7月、日本帰国。9月1日、日本棋院に復帰届を出した。
2006年3月24日に長女、2009年11月10日に次女 を出産した。長女の張心澄は2020年4月1日付で日本棋院所属のプロ囲碁棋士となり、泉美の祖父である木谷實から数えて4代目となった。また2022年4月1日付で次女の張心治も日本棋院4番目の年少記録で、日本棋院所属のプロ棋士となっており、一家4人がプロ棋士となっている。
2022年の博多カマチ杯女流名人戦で久々のリーグ復帰を果たす。

## タイトル歴

### 獲得タイトル
登場は挑戦手合か決勝。他の棋士との比較は、囲碁の女流タイトル在位者一覧 を参照。
| タイトル     | 番勝負           | 獲得年度    | 登場 | 獲得期数 | 連覇 |
| 女流本因坊   | 五番勝負 10‐11月 | 2001-03     | 5    | 3期      | 3    |
| 女流名人     | 三番勝負 4月     | 2001・03-04 | 5    | 3期      | 2    |
| 女流棋聖     | 三番勝負 1-2月   | 1998-99     | 3    | 2期      | 2    |
| 獲得合計12期 |                  |             |      |          |      |

- JAL女流早碁戦 1期（2004年）
- 東京精密杯女流プロ最強戦 1期（2005年）
- テイケイグループ杯女流レジェンド戦 2期（2023-24年）

（挑戦手合及び決勝戦 総登場回数 19）
- 大和証券杯ネット囲碁レディース 1期（2007年／非公式棋戦）
- リコー杯ペア碁選手権戦（1996年［小林光一九段とのペア］、2004年［山下敬吾九段とのペア］）

## 家系
| 木谷實九段          |                     |                     |                     |                     |                     |                     |                     |                     |                     |                   |                   |                   |                   |             |             |             |             |  |  |  |  |  |  |
|                     |                     |                     |                     |                     |                     |                     |                     |                     |                     |                   |                   |                   |                   |             |             |             |             |  |  |  |  |  |  |
| 木谷禮子 元女流名人 | 木谷禮子 元女流名人 | 木谷禮子 元女流名人 | 木谷禮子 元女流名人 | 木谷禮子 元女流名人 | 木谷禮子 元女流名人 |                     |                     | 小林光一 名誉三冠   | 小林光一 名誉三冠   | 小林光一 名誉三冠 | 小林光一 名誉三冠 | 小林光一 名誉三冠 | 小林光一 名誉三冠 |             |             |             |             |  |  |  |  |  |  |
| 木谷禮子 元女流名人 | 木谷禮子 元女流名人 | 木谷禮子 元女流名人 | 木谷禮子 元女流名人 | 木谷禮子 元女流名人 | 木谷禮子 元女流名人 |                     |                     | 小林光一 名誉三冠   | 小林光一 名誉三冠   | 小林光一 名誉三冠 | 小林光一 名誉三冠 | 小林光一 名誉三冠 | 小林光一 名誉三冠 |             |             |             |             |  |  |  |  |  |  |
|                     |                     |                     |                     |                     |                     |                     |                     |                     |                     |                   |                   |                   |                   |             |             |             |             |  |  |  |  |  |  |
|                     |                     |                     |                     | 小林泉美 元女流二冠 | 小林泉美 元女流二冠 | 小林泉美 元女流二冠 | 小林泉美 元女流二冠 | 小林泉美 元女流二冠 | 小林泉美 元女流二冠 |                   |                   | 張栩 元五冠       | 張栩 元五冠       | 張栩 元五冠 | 張栩 元五冠 | 張栩 元五冠 | 張栩 元五冠 |  |  |  |  |  |  |
|                     |                     |                     |                     | 小林泉美 元女流二冠 | 小林泉美 元女流二冠 | 小林泉美 元女流二冠 | 小林泉美 元女流二冠 | 小林泉美 元女流二冠 | 小林泉美 元女流二冠 |                   |                   | 張栩 元五冠       | 張栩 元五冠       | 張栩 元五冠 | 張栩 元五冠 | 張栩 元五冠 | 張栩 元五冠 |  |  |  |  |  |  |
|                     |                     |                     |                     |                     |                     |                     |                     |                     |                     |                   |                   |                   |                   |             |             |             |             |  |  |  |  |  |  |
|                     |                     |                     |                     |                     |                     |                     |                     |                     |                     |                   |                   |                   |                   |             |             |             |             |  |  |  |  |  |  |
|                     |                     |                     |                     | 張心澄              | 張心澄              | 張心澄              | 張心澄              | 張心澄              | 張心澄              |                   |                   | 張心治            | 張心治            | 張心治      | 張心治      | 張心治      | 張心治      |  |  |  |  |  |  |

- 祖父：木谷實九段 木谷道場主宰
- 父：小林光一名誉三冠
- 母：木谷禮子元女流名人
- 夫：張栩元五冠
- 娘：張心澄初段、張心治初段

## エピソード
- 父・光一九段から囲碁の英才教育を受けた。生後11ヶ月で「アタリがわかった」という伝説がある。
- 結婚前「理想のタイプの男性は?」と聞かれ、「お父さんより囲碁が強い人」と答えていた。実際に張栩は2000年に初対戦で小林光一を破っている。
- 1996年、ペア碁選手権戦では父光一とのペアで優勝を果たしている。優勝は娘のお蔭と光一は述べている。翌年も優勝ペアとして、出場したが準決勝で敗退した。1999年・2000年も籤により、光一と組むことになったが途中敗退。
- 2004年の十段戦敗者復活1回戦で父・光一九段と対戦（中押し負け）。本戦での親子対局は史上初。